# Fissidens parkii
Fissidens parkii är en bladmossart som beskrevs av Mitten 1860. Fissidens parkii ingår i släktet fickmossor, och familjen Fissidentaceae. Inga underarter finns listade i Catalogue of Life.